# Slavica Fila
Slavica Fila (Zagreb, 23. srpnja 1930. – Zagreb, 18. svibnja 2014.) bila je hrvatska kazališna, televizijska i filmska glumica.

## Životopis
Slavica Kaurić Fila rođena je 23. srpnja 1930. u Zagrebu gdje je diplomirala na Zemaljskoj glumačkoj školi u klasi s Nelom Eržišnik, Perom Kvrgićem i Svenom Lastom. Do odlaska u mirovinu krajem 1980-ih bila je dugogodišnja članica ansambla zagrebačkog Gradskog kazališta Komedija, gdje je posljednju ulogu ostvarila 1989. godine u mjuziklu Car Franjo Josip u Zagrebu. Generacije ju pamte po televizijskoj emisiji za djecu 'Mendo i Slavica' (1958.), koja se smatra jednim od najgledanijih programa u povijesti Hrvatske radiotelevizije. Bila je dugogodišnja članica Hrvatskog centra UNIMA.

## Filmografija

### Televizijske uloge
- "Mendo i Slavica" kao Slavica (1958. – 1969.)
- "Zabranjena ljubav" kao Baka Mraz (2008.)
- "Bibin svijet" kao teta Violeta (2011.)

### Filmske uloge
- "H-8" (1958.)
- "Sreća dolazi u 9" kao novinarka obožavateljica (1961.)
- "Vuk samotnjak" kao učiteljica (1972.)
- "Čudesna šuma" kao Bobo (1986.)
- "Zanirci dolaze" (1988.)
- "Doktorova noć" kao goropadna žena (1990.)
- "Čarobnjakov šešir" kao Do (1990.)
- "Ne dao Bog većeg zla" kao Slavica (2002.)

### Sinkronizacija
- glas Olive u "Popaju"[4]

## Vanjske poveznice
- Slavica Fila u internetskoj bazi filmova IMDb-u (engl.)